# Рожне-Логовской сельсовет
Рожне-Логовской сельсовет — муниципальное образование со статусом сельского поселения и административно-территориальное образование в Ребрихинском районе Алтайского края России. Административный центр — село Рожнев Лог.

## Демография
По результатам Всероссийской переписи населения 2010 года, численность населения муниципального образования составила 1061 человек, в том числе 521 мужчина и 540 женщин. Оценка Росстата на 1 января 2012 года — 1045 человек.

## Населённые пункты
В состав сельского поселения входит 2 населённых пункта:
- посёлок Пеньки,
- село Рожнев Лог.

### Упразднённые населённые пункты
Дегтярка  — упразднённый в 1987 году посёлок.